# Вулиця Гребінки (Ніжин)
Вулиця Гребінки — вулиця міста Ніжина. Пролягає від вулиці Шевченка до вулиці Станіслава Прощенка.
До вулиці прилягають вулиці Стефана Яворського, Небесної Сотні, Прорізний провулок.

## Історія
«Грецька вулиця» виникла на початку XVII століття у межах Ніжинського замку та проходила паралельно земляному валу вздовж річки Остер. Забудована переважно грецькими купцями. В 1729 була побудована Михайлівська церква при якій діяла Ніжинська грецька школа, потім грецьке Олександрівське училище (будинок № 24). Поруч розташовані Всіхсвятська церква, Троїцька церква, Купецький будинок (Будинок Ніжинського грецького магістрату). У 1789 року у будинках № 2 і 4 відкрилося мале народне училище, де навчався декабрист Микола Мозгалевський; 1817 року училище переїхало до будинку № 13 Московської вулиці, а на його місці зведено будинок повітового суду (тепер школа № 1) — від якого вулиця названа «Суддівською». На початку ХІХ столітті у будинку поміщика М. Я. Макарова (будинок № 16/11) читав свої перші мистецькі твори Микола Гоголь.
У 1922 році «Суддівська вулиця» перейменована на «Радянську». 1930 року в будинку колишньої міської управи (з 1865 року, будинок № 1) розмістився Ніжинський технікум радянського будівництва, 1934 року він був реорганізований у бібліотечний технікум, після чого вулиця називалася «Бібліотечною». У будинку № 14 у 1904—1930 роках проживав історик Іван Спаський зі своєю родиною.
1960 року вулиця отримала сучасну назву — на честь українського поета та письменника Євгена Гребінки.

## Забудова
Вулиця пролягає у північно-східному напрямку паралельно вулицям Глібова та Братів Зосим. Парна та непарна сторони вулиці зайняті садибною, малоповерховою (1-2-поверхові будинки) житловою забудовою, історико-культурним комплексом XVIII століття (Михайлівська, Всехсвятська, Троїцька церкви).
Установи:
1. будинок № 4 — школа № 1
2. будинок № 24 — Ніжинська швейна фабрика
3. будинок № 29 — Михайлівська церква
4. будинок № 31 — Всехсвятська церква
5. будинок № 35 — Троїцька церква

Пам'ятки архітектури та/або історії:
1. будинок № 4 — Будинок народного училища (Будинок окружного суду) — пам'ятка архітектури місцевого значення та пам'ятка історії місцевого значення
2. будинок № 6 — Флігель садиби Пелепонова — пам'ятка архітектури місцевого значення
3. будинок № 7 — Будинок І. М. Самойловича — пам'ятка архітектури місцевого значення
4. будинок № 9 — Кам'яниця — пам'ятка архітектури місцевого значення
5. будинок № 14 — Будинок родини Спаських — пам'ятка архітектури та історії місцевого значення
6. будинок № 16/11 — будинок М. Я. Макарова — пам'ятка архітектури місцевого значення та пам'ятка історії місцевого значення
7. будинок № 18 — Житловий будинок (Кам'яниця) — пам'ятка архітектури місцевого значення
8. будинок № 20 — Кам'яниця — пам'ятка архітектури знову виявлена
9. будинок № 21 — Купецький будинок (Будинок Ніжинського грецького магістрату) — пам'ятка архітектури національного значення
10. будинок № 24 — Будинок грецького Олександрівського училища — пам'ятка архітектури місцевого значення
11. будинок № 29 — Михайлівська церква — пам'ятка архітектури національного значення
12. будинок № 31 — Всехсвятська церква — пам'ятка архітектури національного значення
13. будинок № 31А — Дзвіниця грецьких церков — втрачений об'єкт (архітектури) культурної спадщини (до 1950-х років) — зараз незабудований майданчик біля Михайлівської церкви
14. будинок № 33 — Будинок, де мешкав Ю. Ф. Кушакевич. Дім, де народився О. Ю. Кушакевич — пам'ятник історії знову виявлений
15. будинок № 35 — Троїцька церква — пам'ятка архітектури національного значення
16. будинок № 37 — Кам'яниця — пам'ятка архітектури місцевого значення